# Morsbronn-les-Bains

Morsbronn-les-Bains este o comună în departamentul Bas-Rhin, Franța. În 1 ianuarie 2022 avea o populație de 680 de locuitori.